# Бон-Жезус (Пиауи)
Бон-Жезус (порт. Bom Jesus) — муниципалитет в Бразилии, входит в штат Пиауи. Составная часть мезорегиона Юго-запад штата Пиауи. Входит в экономико-статистический микрорегион Алту-Медиу-Гургея. Население составляет 22 629 человек на 2010 год. Занимает площадь 5469,182 км². Плотность населения — 4,14 чел./км².

## Демография
Согласно сведениям, собранным в ходе переписи 2010 г. Национальным институтом географии и статистики (IBGE), население муниципалитета составляет:
| Полное население                               | Полное население                               | Полное население                               | Полное население                               | 22 629 |
| ---------------------------------------------- | ---------------------------------------------- | ---------------------------------------------- | ---------------------------------------------- | ------ |
| в том числе:                                   | Городское население                            | 17 623                                         | Процент городского населения, %                | 77,88  |
|                                                | Сельское население                             | 5006                                           | Процент сельского населения, %                 | 22,12  |
|                                                | Мужское население                              | 11 303                                         | Процент мужского населения, %                  | 49,95  |
|                                                | Женское население                              | 11 326                                         | Процент женского населения, %                  | 50,05  |
| Плотность населения, чел/км²                   | Плотность населения, чел/км²                   | Плотность населения, чел/км²                   | Плотность населения, чел/км²                   | 4,14   |
| Население муниципалитета в % к населению штата | Население муниципалитета в % к населению штата | Население муниципалитета в % к населению штата | Население муниципалитета в % к населению штата | 0,73   |

По данным оценки 2016 года, население муниципалитета составляет 24 327 жителей.

## История
Город основан в 1920 году.

## Статистика
- Валовой внутренний продукт на 2005 год составляет 115 511 945 реалов (данные: Бразильский институт географии и статистики).
- Валовой внутренний продукт на душу населения на 2005 год составляет 6079,58 реалов (данные: Бразильский институт географии и статистики).
- Индекс развития человеческого потенциала на 2000 год составляет 0,72 (данные: Программа развития ООН).